# Sinomicrurus
Sinomicrurus is een geslacht van slangen uit de familie koraalslangachtigen (Elapidae) en de onderfamilie Elapinae.

## Naam en indeling
De wetenschappelijke naam van de groep werd voor het eerst voorgesteld door Joseph Bruno Slowinski, Jeff Boundy en Robin Lawson in 2001. De slangen werden eerder aan andere geslachten toegekend, zoals Calliophis, Hemibungarus, Micrurus en Oligodon. Er zijn acht soorten, inclusief de pas in 2020 beschreven soort Sinomicrurus peinani.

## Verspreiding en habitat
De slangen komen voor in delen van Azië en leven in de landen India, Nepal, Bangladesh, Bhutan, Myanmar, Thailand, Vietnam, China, Japan, Taiwan en Laos. De habitat bestaat uit vochtige tropische en subtropische bossen, zowel in laaglanden als in bergstreken, graslanden en rotsige omgevingen.

## Beschermingsstatus
Door de internationale natuurbeschermingsorganisatie IUCN is aan drie soorten een beschermingsstatus toegewezen. Twee soorten worden beschouwd als 'veilig' (Least Concern of LC) en een soort als 'gevoelig' (Near Threatened of NT).

## Soorten
Het geslacht omvat de volgende soorten, met de auteur en het verspreidingsgebied.
| Naam                      | Auteur                                               | Verspreidingsgebied                                                                |
| ------------------------- | ---------------------------------------------------- | ---------------------------------------------------------------------------------- |
| Sinomicrurus hatori       | Takahashi, 1930                                      | Taiwan                                                                             |
| Sinomicrurus houi         | Wang, Peng & Huang, 2018                             | China                                                                              |
| Sinomicrurus japonicus    | Günther, 1868                                        | Japan                                                                              |
| Sinomicrurus kelloggi     | Pope, 1928                                           | Vietnam, Laos, China                                                               |
| Sinomicrurus macclellandi | Reinhardt, 1844                                      | India, Nepal, Bangladesh, Bhutan, Myanmar, Thailand, Vietnam, China, Japan, Taiwan |
| Sinomicrurus nigriventer  | Wall, 1908                                           | India                                                                              |
| Sinomicrurus peinani      | Liu, Yan, Hou, Wang, Nguyen, Murphy, Che & Guo, 2020 | Vietnam, China                                                                     |
| Sinomicrurus sauteri      | Steindachner, 1913                                   | Taiwan                                                                             |